# Chiesa di San Lorenzo Martire (Sonico, Garda)
La chiesa di San Lorenzo si trova nel territorio del comune di Sonico, nella frazione di Garda, in Val Camonica, provincia di Brescia.

## Storia e descrizione
L'edificio si affaccia da un terrapieno ricavato nella roccia ai margini di Garda, in posizione dominante la valle.
La chiesa è orientata ad est, e presenta una poderosa torre campanaria. Si presenta divisa in due navate, con un ampio presbiterio rettangolare.
Tracce della struttura romanica sono visibili nella parte inferiore della facciata e nel fianco meridionale. Una incisione alla destra del portale sembrerebbe datarla al 1159.
A metà del XII secolo doveva essere una struttura ad aula singola, quasi certamente conclusa da un'abside semicircolare. Dipendeva comunque dalla pieve di Edolo.
Nel Seicento subisce una profonda ristrutturazione con l'aggiunta della seconda navata, e del campanile, forse in sostituzione della torre precedente.
Nel corso del Novecento l'altare marmoreo viene trasferito in Santa Maria Nascente, che ne prende anche il posto di parrocchiale.

## Galleria d'immagini

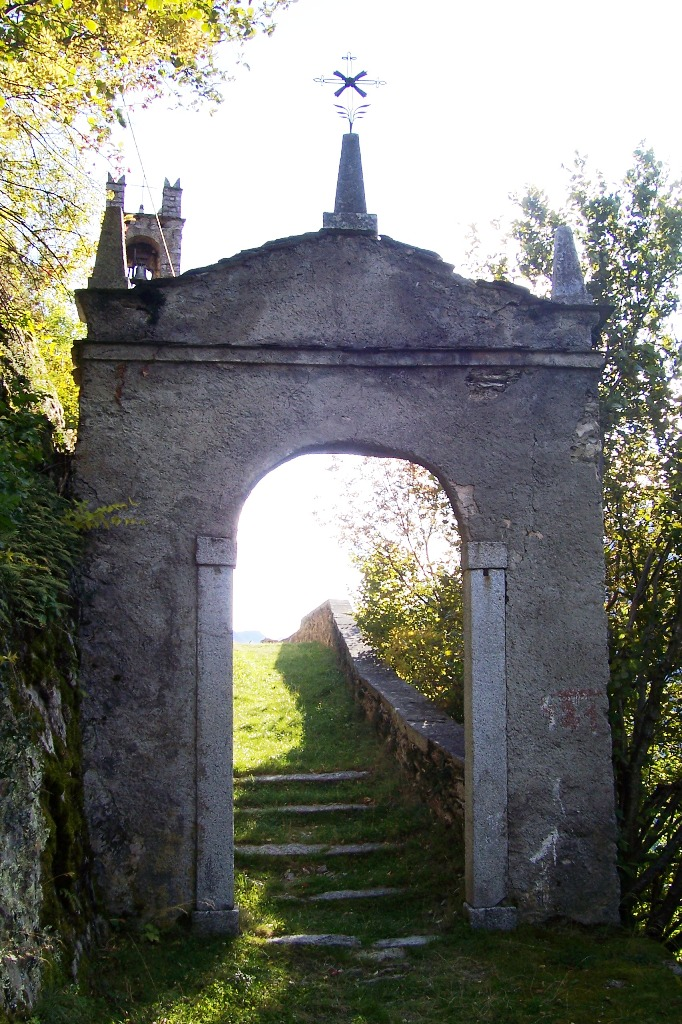
Ingresso del sagrato
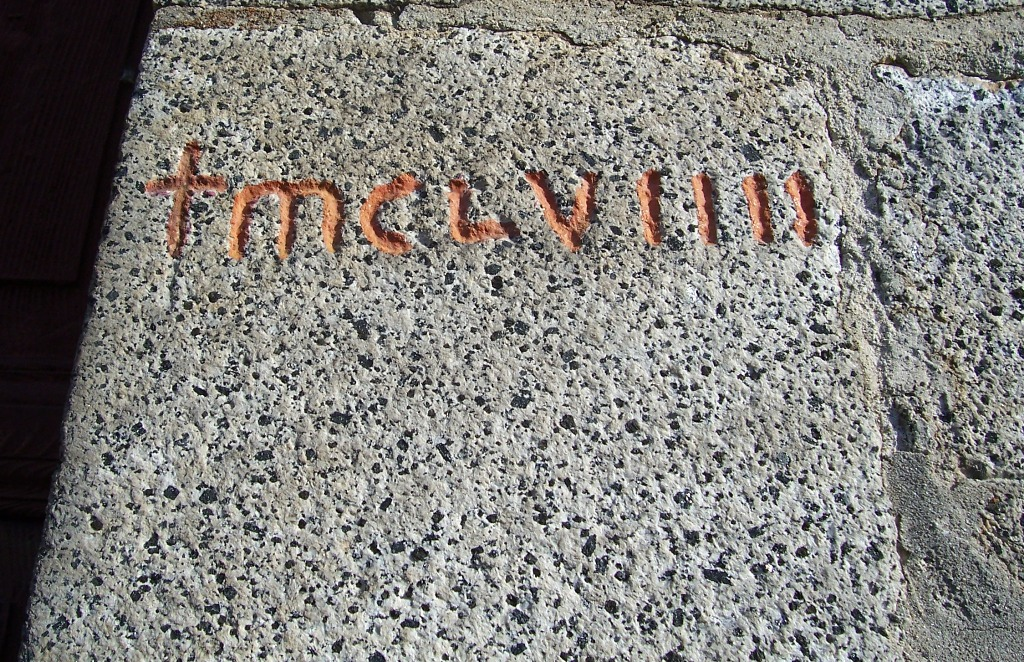
Incisione sul portale
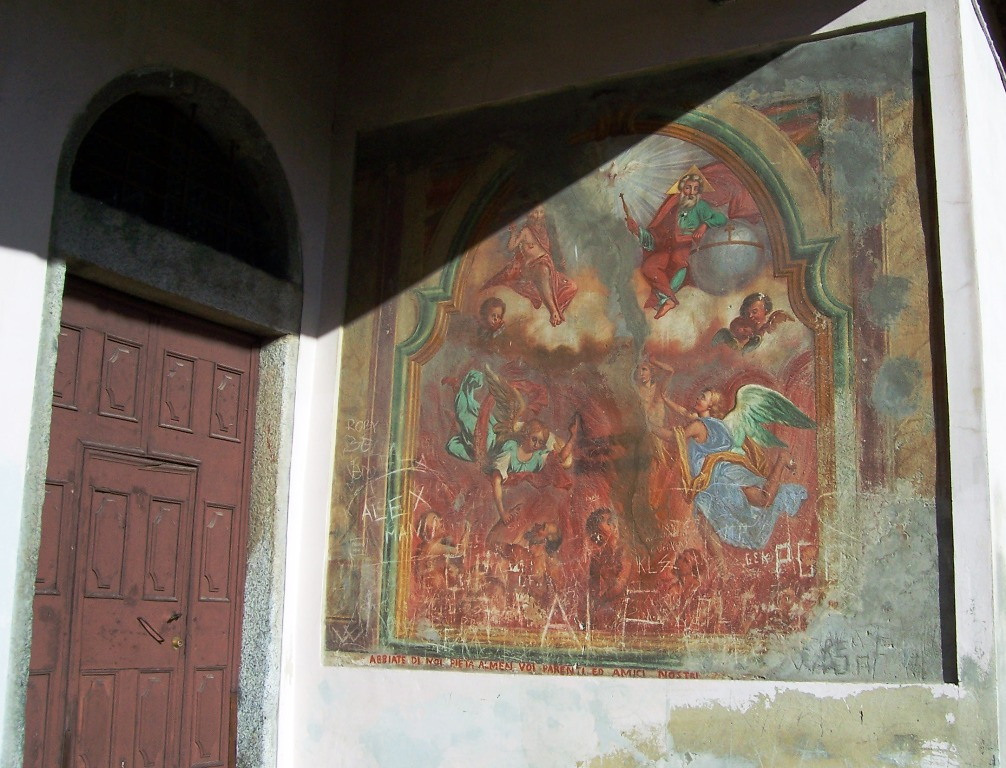
Affresco
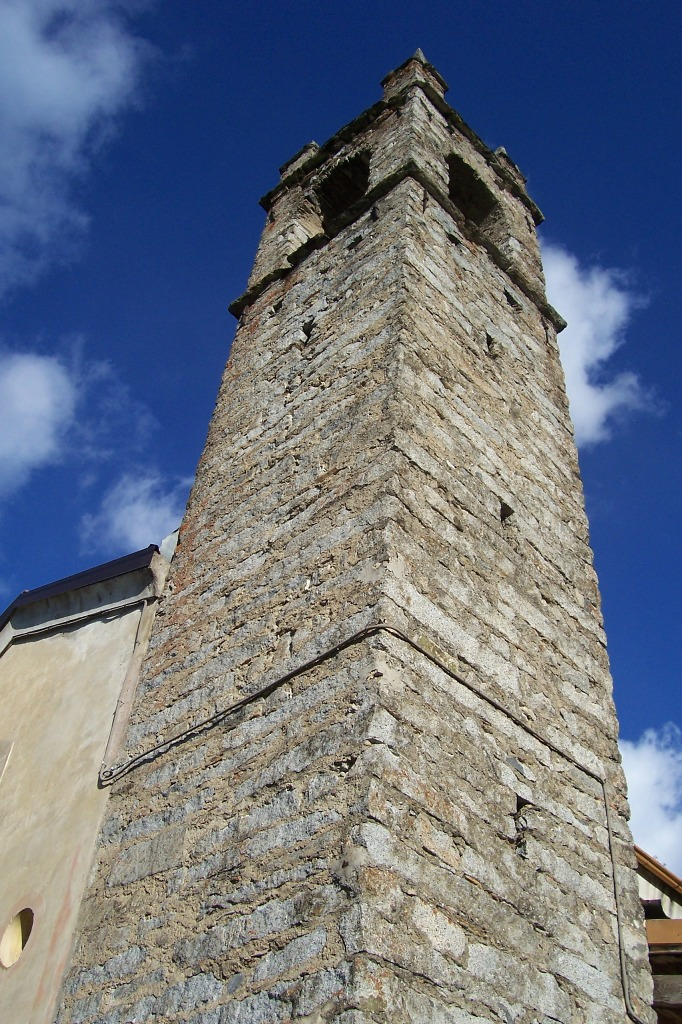
Campanile